# Otto Luitpold Jiriczek
Otto Luitpold Jiriczek (* 18. Dezember 1867 in Ungarisch-Hradisch, Markgrafschaft Mähren; † 3. Juli 1941 in Würzburg) war ein deutscher Anglist.

## Leben
Er studierte Philologie in Wien. Nach der Promotion zum Dr. phil. 1890 und der Habilitation 1893 für Germanische Philologie an der Universität Breslau war er von 1909 bis 1941 ordentlicher Professor der Anglistik an der Universität Würzburg.
Der Neuphilologische Verein Breslau im WKV ernannte ihn im WS 1899/1900 zum Ehrenmitglied.

## Schriften (Auswahl)
- Anleitung zur Mitarbeit an volkskundlichen Sammlungen. Brünn 1894.
- Die deutsche Heldensage. Leipzig 1908.